# اگرتسوکو
اگرتسکو (به انگلیسی: Aggretsuko) که بیشتر با نام اصلی ژاپنی‌اش اگرسیو رتسوکو (ژاپنی: アグレッシブ烈子 هپبورن: Aguresshibu Retsuko) یا رتسوکوی پرخاشگر (به انگلیسی: Aggressive Retsuko) شناخته می‌شود، مجموعهٔ انیمهٔ تلویزیونی کمدی می‌باشد که بر پایهٔ شخصیتی به‌همین نام ساخته شده که توسط «یتی» برای شانس‌بیار شرکت سانریو خلق شده‌است.

### پیوندهای مرتبط
- وبگاه رسمی بازی اگرتسکو: شورت-تایمر استرایکز بک
- وبگاه رسمی اوتی‌ام گرلز